# Synthemiopsis gomphomacromioides
Synthemiopsis gomphomacromioides – gatunek ważki z rodziny Synthemistidae; jedyny przedstawiciel rodzaju Synthemiopsis. Endemit Tasmanii.